# Open Source Day

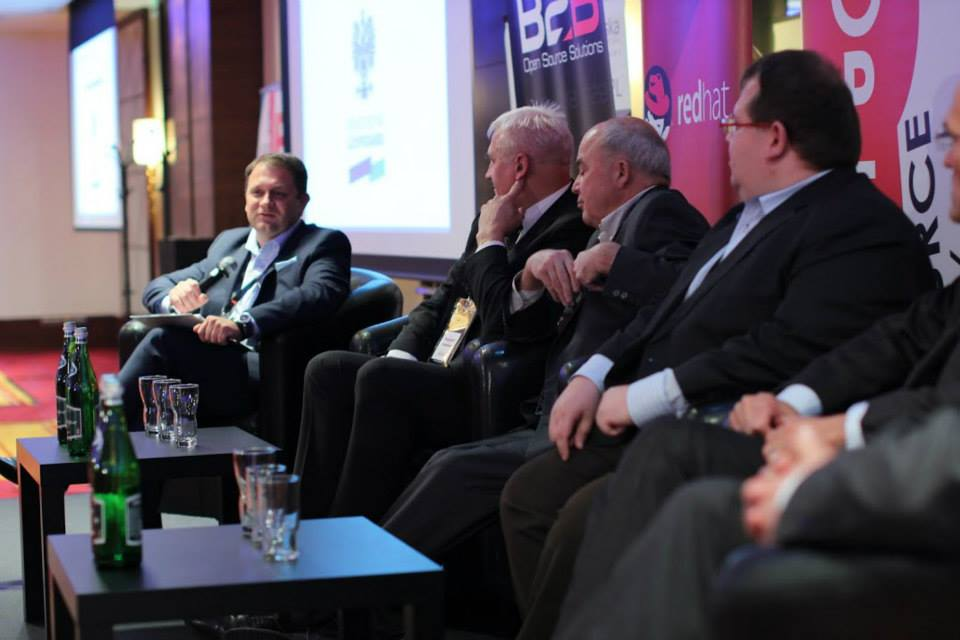
Wiceminister Gospodarki, Dariusz Bogdan, uczestniczy w panelu dyskusyjnym o wpływie Open Source na informatyzację administracji publicznej na 7. Konferencji Open Source Day w Warszawie, 2014 r.

Open Source Day – międzynarodowa konferencja gromadząca sympatyków otwartego oprogramowania z krajów Europy Środkowo-Wschodniej. Ideą organizatorów konferencji jest prezentacja rozwiązań open source szerszej publiczności oraz przedsiębiorstwom i administracji publicznej jako bezpiecznej, wydajnej, oszczędnej alternatywy dla oprogramowania zamkniętego. Konferencja odbywa się począwszy od roku 2008 corocznie w Warszawie.
W zamierzeniach organizatorów konferencja ma być platformą wymiany doświadczeń, nawiązywania kontaktów oraz prezentacji udanych wdrożeń rozwiązań open source przede wszystkim w obszarach: wirtualizacji, chmury obliczeniowej, baz danych, big data, bezpieczeństwa informacji. Open Source Day jest też wspierane przez liczących się światowych dostawców sprzętu (AMD, Arista, Hewlett-Packard, IBM, Intel, Yubico), a przede wszystkim technologii i usług komercyjnego Open Source (Alfresco, Azul Systems, eXo Platform, EnterpriseDB, DataStax, GitHub, Google, Hortonworks, Liferay, MongoDB, MonkeyFab, Puppet Labs, Red Hat, Zarafa, Zenoss), a także organizacji branżowych (Linux Professional Institute, OWASP.org).

## Promocja Open Source
Pomysłodawcy konferencji zakładają, że popularyzacja oprogramowania otwartego może zainspirować lokalne społeczności i samorządy lokalne, jak również zachęcić obywateli do przedsiębiorczości, do uruchomienia nowych firm wykorzystujących IT zgodnie z prawem, ale po przystępnej cenie. Małe przedsiębiorstwa powinny też – według tej wizji – oferować wsparcie lokalne dla oprogramowania Open Source, jak również uczestniczyć w tworzeniu i rozwijaniu tego typu oprogramowania. Z uwagi na takie podejście Konferencje Open Source Day Conference zdobyło poparcie ze strony władz krajowych, jak również organów Unii Europejskiej, czego wyrazem był patronat honorowy: Ministerstwa Administracji i Cyfryzacji, Ministerstwo Gospodarki, Ministerstwa Edukacji oraz Komisji Europejskiej.

## Historia
Historia konferencji rozpoczęła się w 2007. Grupka entuzjastów Open Source postanowiła podzielić się informacjami o nowościach z obszaru projektów i wdrożeń opartych na oprogramowaniu otwartym oraz rozpropagować swoje przekonanie o wielkim potencjale rynkowym tego rodzaju rozwiązań. Wydarzenie przyciągnęło niewielką liczbę uczestników, otworzyły jednak drogę do lepszego przygotowania następnych edycji. Od tej pory konferencja odbywa się regularnie co roku i notuje rosnącą ilość uczestników.

### Open Source Day 2008
Pierwsza regularna konferencja Open Source Day odbyła się 9 kwietnia w hotelu Radisson SAS Centrum w Warszawie. Siedem sesji poświęconych było prezentacji osiągnięć projektów opensource’owych w administracji publicznej: projekt Copernic francuskiego Ministerstwa Finansów, informatyzacji Urzędu Miasta Wiednia oraz szwedzkiej policji. Techniczne prezentacje omawiały następujące technologie Open Source: wirtualizacja Xen, SELinux (bezpieczny Linux), MetaMatrix oraz SOA.

### Open Source Day 2009
Druga Konferencja Open Source Day odbyła się 6 maja 2012 w hotelu Radisson Blu Sobieski w Warszawie. Uczestniczyło 350 uczestników. Organizację wydarzenia wsparli główni partnerzy technologiczni Red Hat oraz IBM. Sesje techniczne dotyczyły: dystrybucji linuxa klasy enterprise, wirtualizacji, serwerów aplikacyjnych oraz platform SOA.

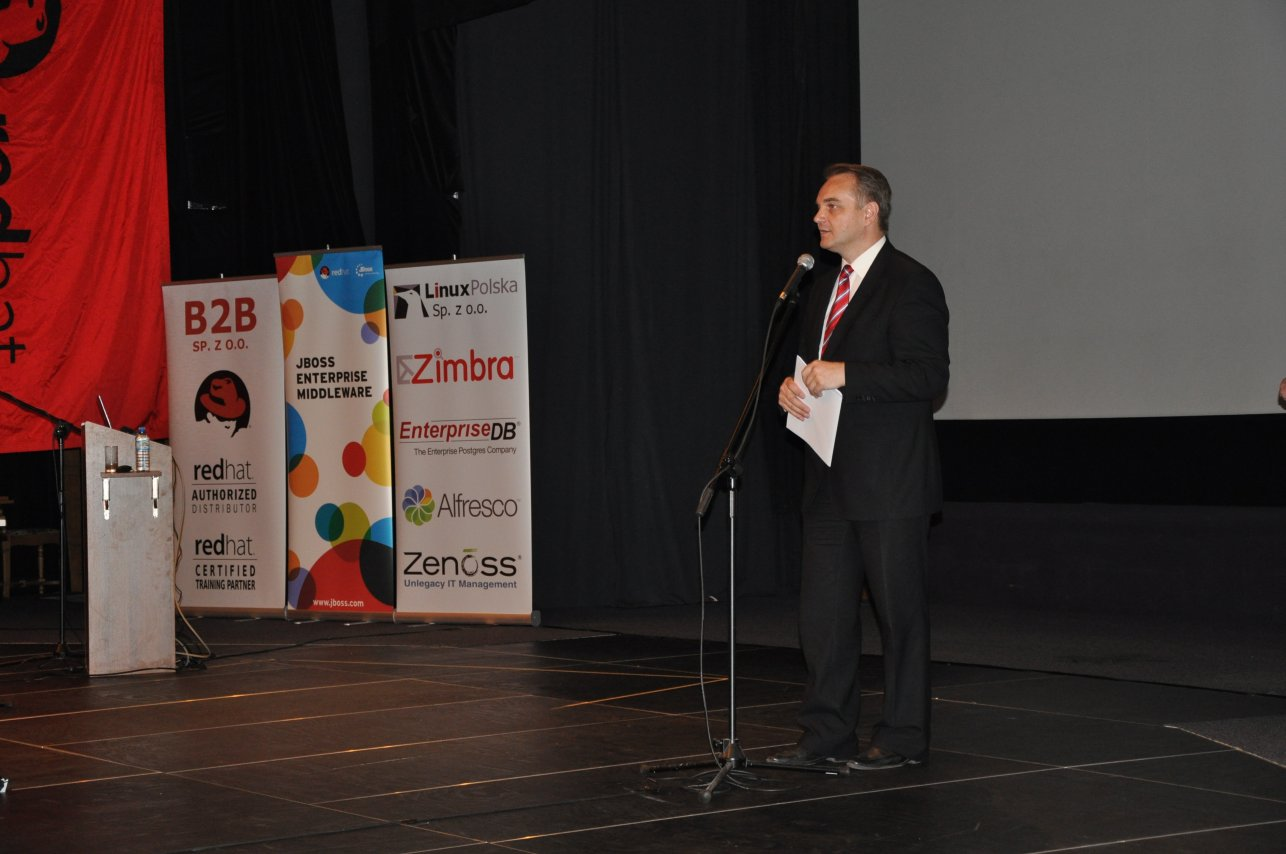
Wicepremier, Minister Gospodarki, Waldemar Pawlak otwiera 3. Konferencję Open Source Day w 2010

### Open Source Day 2010
Trzecia Konferencja Open Source Day odbyła się 12 maja 2012 w Pałacu Kultury i Nauki w Warszawie. Uczestniczyło ok. 400 uczestników. Organizację wydarzenia wsparło 12 dostawców technologii oraz 5 partnerów medialnych. Konferencję otworzył Wicepremier Minister Gospodarki Waldemar Pawlak wskazując na istotną rolę Open Source jako konkurencyjnej alternatywy dla rozwiązań zamkniętych, jako szansę dla krajowego środowiska IT w szerszym uczestnictwie w światowej rewolucji informatycznej. Trendy w rozwoju Open Source zaprezentował z punktu widzenia Red Hat zaprezentował jego wiceprezes Werner Knoblich. Prezentowano technologie middleware JBoss, RDBMS PostgreSQL/EnterpriseDB i MySQL, a także Alfresco, Zimbra.

### Open Source Day 2011

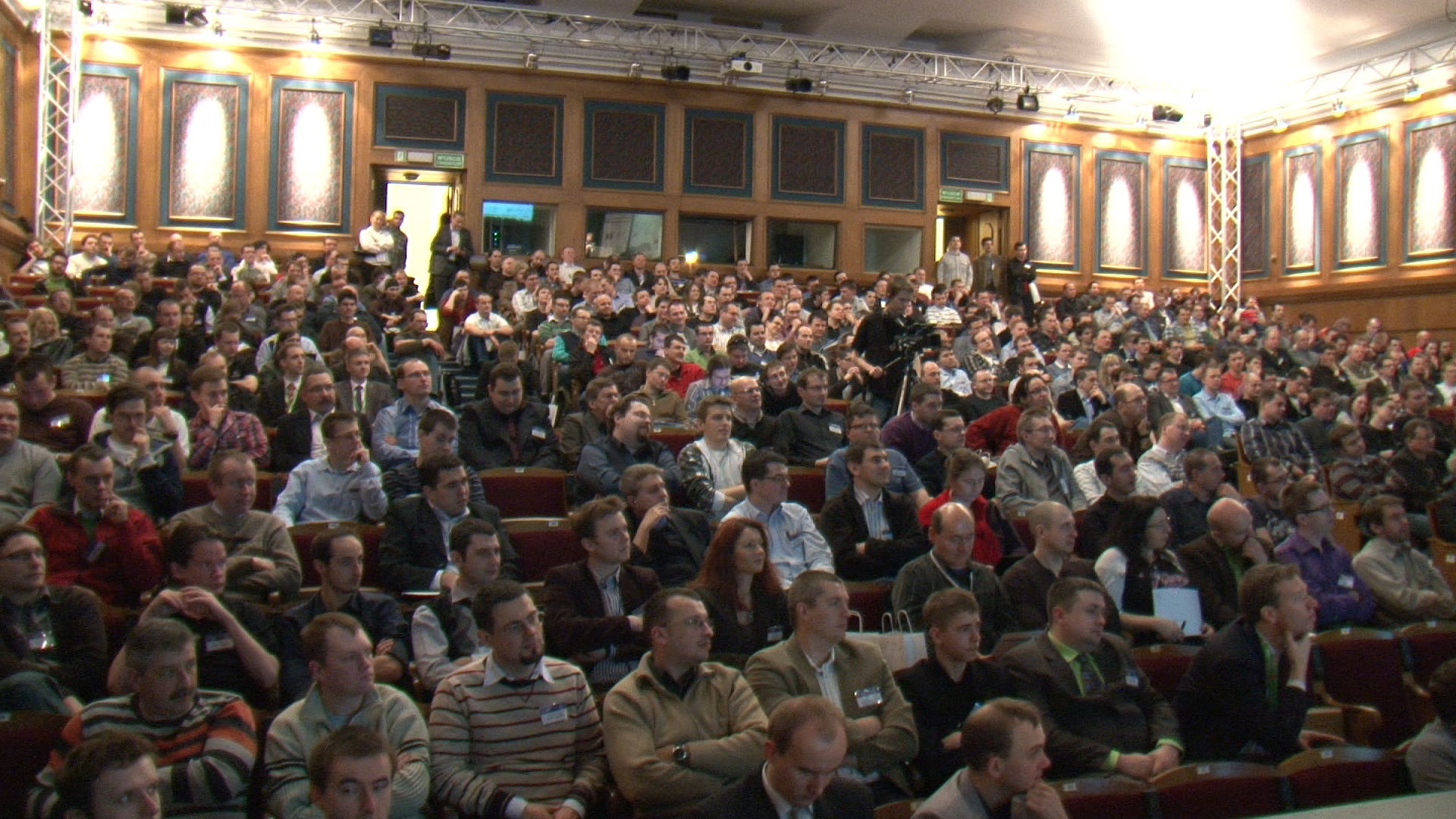
Około 500 słuchaczy w Sali Głównej w trakcie 4. Konferencji Open Source Day w Pałacu Kultury i Nauki w 2011

Czwarta Konferencja Open Source Day odbyła się 22 marca 2011 w Pałacu Kultury i Nauki w Warszawie. Uczestniczyło ok. 500 uczestników. Organizację wydarzenia wsparło 11 dostawców technologii oraz 6 partnerów medialnych. Konferencja odbyła się pod patronatem Ministerstwa Edukacji. Sesję plenarną otworzyły wystąpienia przedstawicieli Red Hat, EnterpriseDb oraz Zarafa. W sesjach technicznych omawiano najnowsze aktualności z obszaru systemów operacyjnych Linux, baz danych, ESB, skalowalności, monitoringu oraz bezpieczeństwa informatycznego.

### Open Source Day 2012

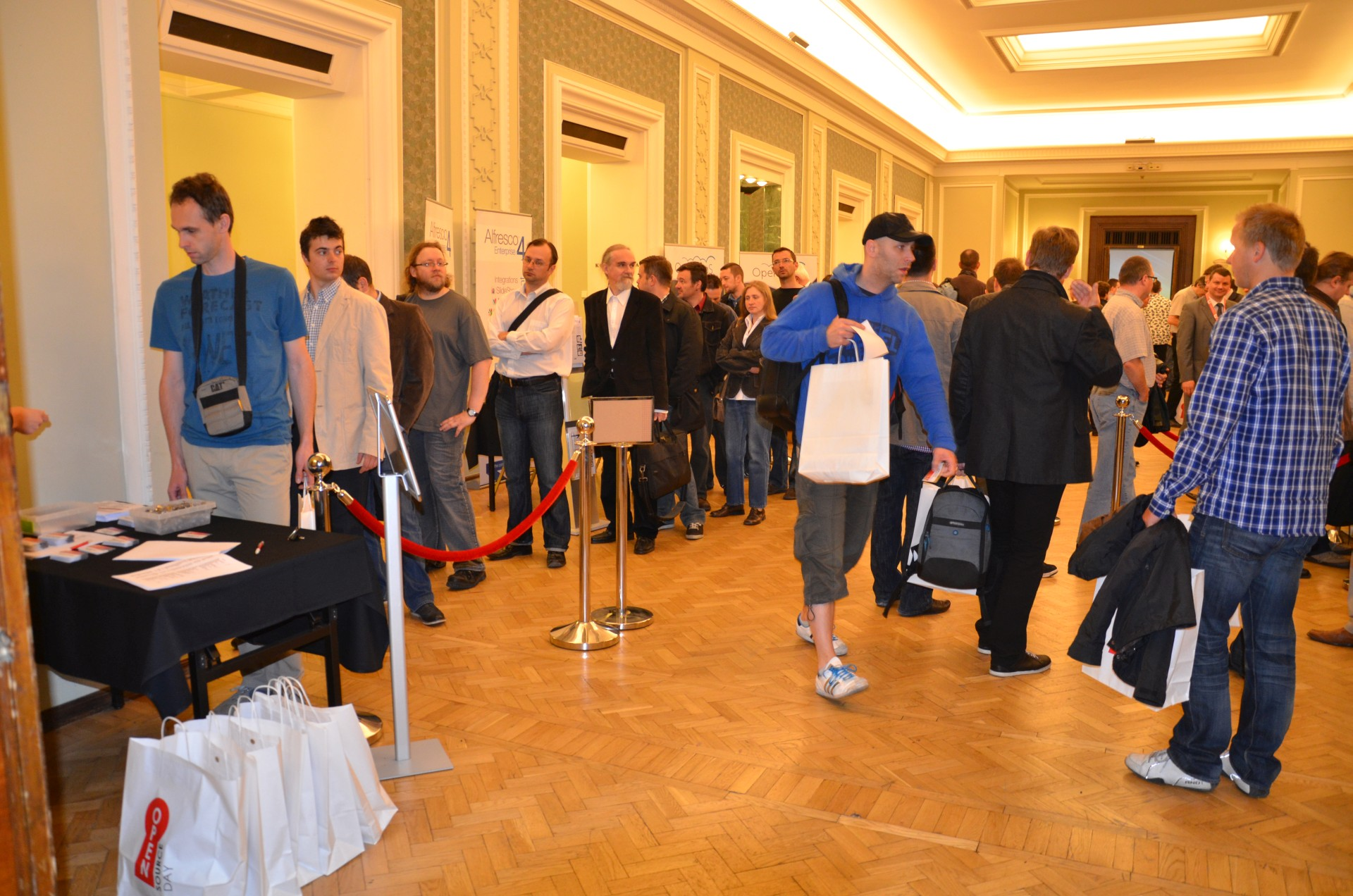
Ponad 500 przybyłych gości zarejestrowało się na 5. Konferencji Open Source Day w Pałacu Kultury i Nauki w 2012

Piąta Konferencja Open Source Day odbyła się 8 maja 2012 w Pałacu Kultury i Nauki w Warszawie. Uczestniczyło ok. 500 uczestników. Organizację wydarzenia wsparło 14 dostawców technologii oraz 5 partnerów medialnych. Konferencja odbyła się pod honorowym patronatem Komisji Europejskiej oraz Ministerstwa Administracji i Cyfryzacji. Konferencję otworzyli przedstawiciele Komisji Europejskiej, Hewlett Packard, Red Hat oraz Linux Polska. W trakcie sesji technicznych istotnie zaznaczył się wątek zarządzania dokumentami. Po raz pierwszy pojawił się temat przetwarzania i składowania dużych ilości danych big data oraz wirtualizacji danych

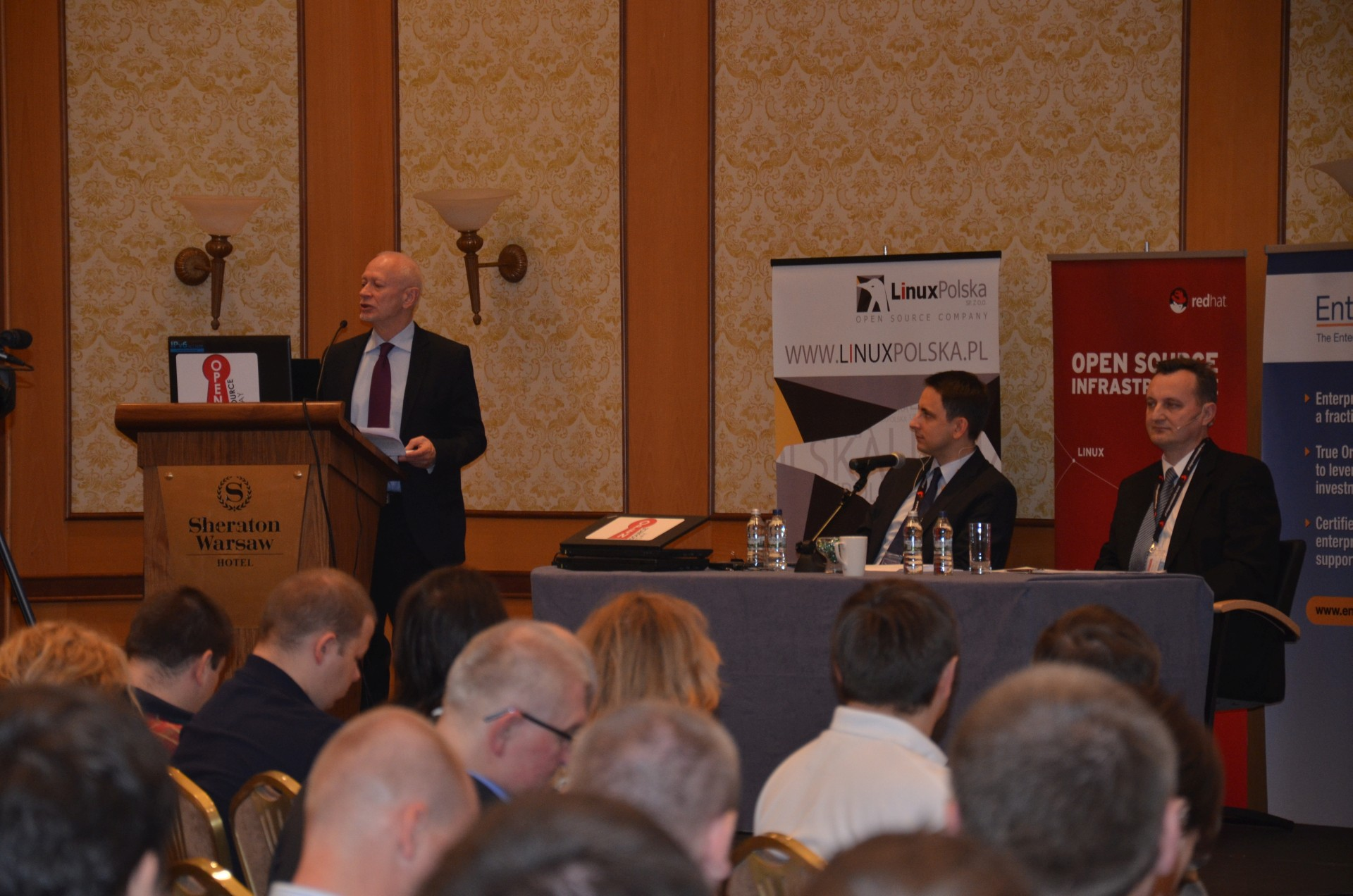
Minister Administracji i Cyfryzacji, Michał Boni otwiera 6. Konferencję Open Source Day w Warszawie

### Open Source Day 2013
Szósta Konferencja Open Source Day odbyła się 14 maja 2013 w Hotelu Sheraton Warszawa. Odwiedziło konferencję ok. 600 uczestników a 1500 oglądało transmisję on-line. Organizację wydarzenia wsparło 9 partnerów technologicznych oraz 5 medialnych. Patronat honorowy nad konferencją objęło Ministerstwo Administracji i Cyfryzacji.
Otwierający wykład o coraz większym zapotrzebowaniu na otwarte standardy i o przyszłości tych rozwiązań w Polsce wygłosił Michał Boni, Minister Administracji i Cyfryzacji.

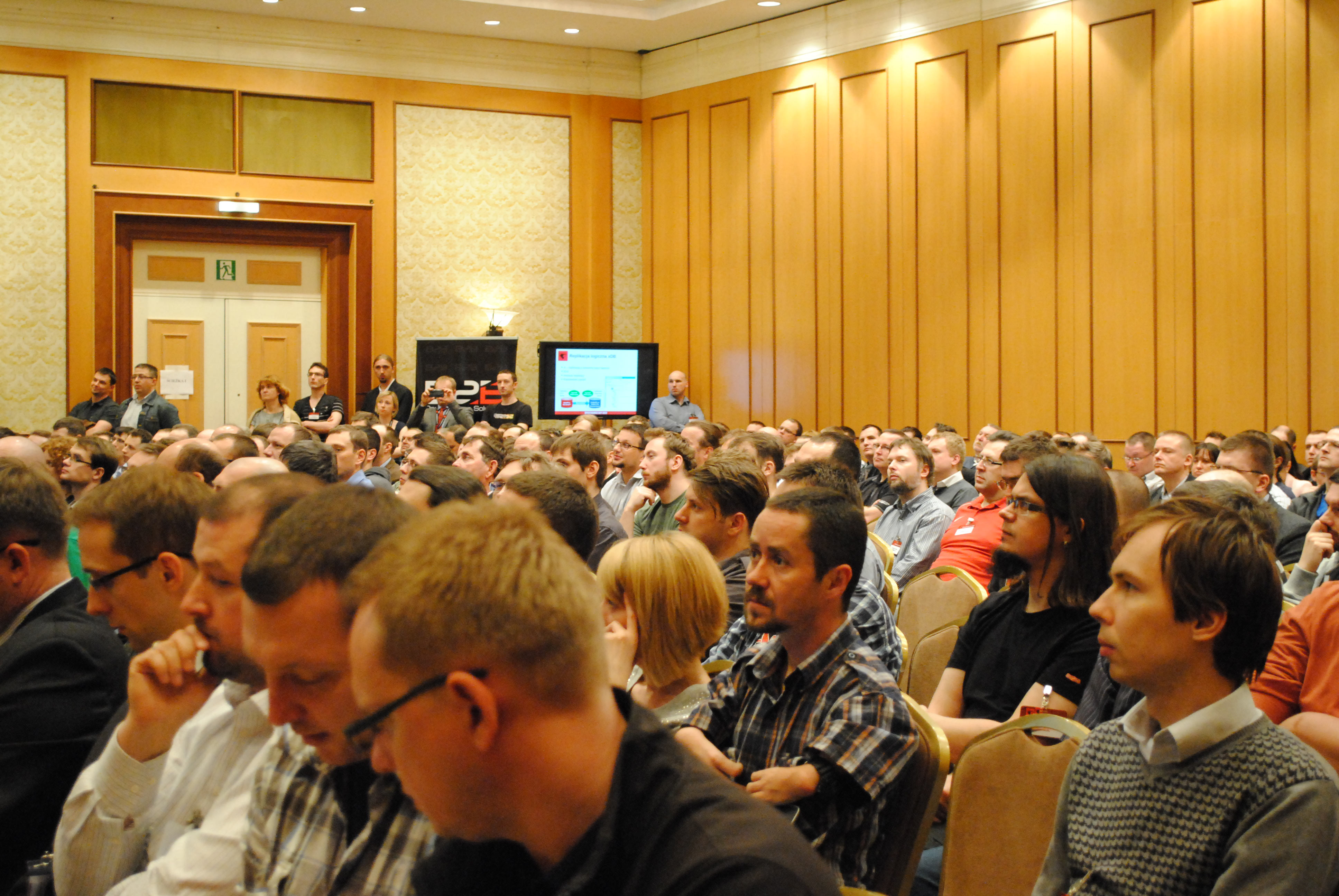
600-osobowa widownia uczestniczy w sesji plenarnej 6. Konferencji Open Source Day w 2013

### Open Source Day 2014
Siódma Konferencja Open Source Day ma miejsce 13-14 maja 2014 w Hotelu Marriott Warszawa.

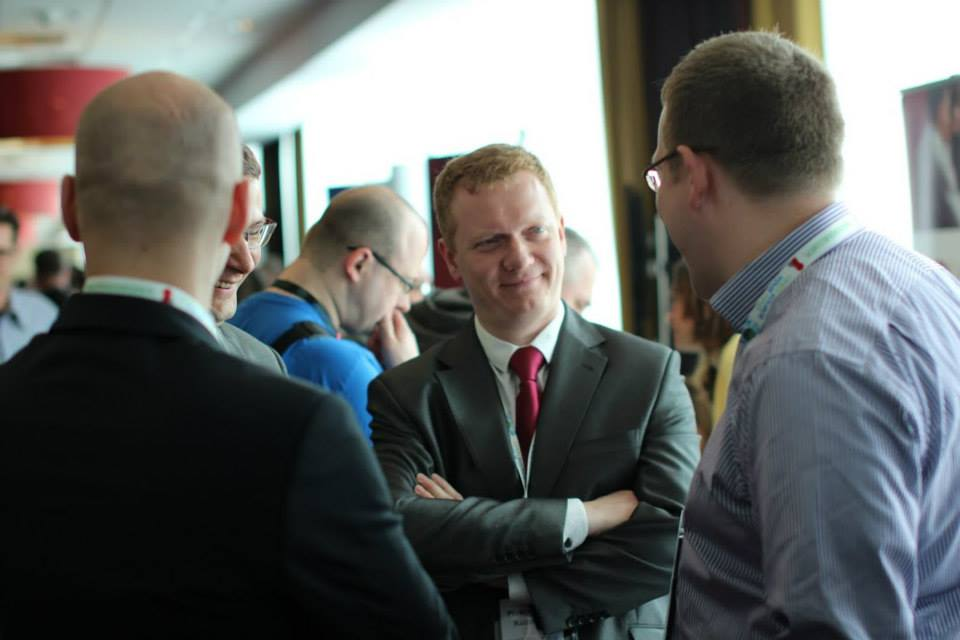
Dyskusje w trakcie przerwy kawowej - Open Source Day 2014 w Warszawie

Organizację tej edycji wspiera 20 firm technologicznych oraz 10 partnerów medialnych. Program obejmuje 29 wykładów, 1 panel dyskusyjny oraz 6 warsztatów bring your own device (BYOD).
W siódmej edycji konferencji uczestniczyło ponad 700 uczestników z całej Polski oraz gości zagranicznych. Około 3000 widzów obserwowało obrady online.

### Open Source Day 2015
Ósma edycja Open Source Day odbyła się 23 kwietnia 2015 roku w Hotelu Marriott w Warszawie.
Patronat nad konferencją objęło Ministerstwo Administracji i Cyfryzacji. Organizację tej edycji wsparło 16 firm technologicznych (IBM, Intel, EnterpriseDB, Liferay, Orange Polska, Red Hat, Zabbix, Ericpol, Mirantis, Yubico, EMCA, GitHub, Microsoft, Pivotal, Linux Polska, B2B Sp. z oo) oraz 17 partnerów medialnych. Wiodącymi tematami konferencji były: Cloud, Infrastruktura oraz Bezpieczeństwo IT. Podczas wydarzenia organizatorzy gościli ponad 750 uczestników, a konferencję śledziło na żywo w internecie około 3000 użytkowników. Dużą popularnością cieszyły się warsztaty technologiczne. Podczas panelu dyskusyjnego zaproszeni eksperci dyskutowali na temat szans i zagrożeń jakie niesie ze sobą wdrażanie technologii Open Source oraz o trendach rynkowych w tym obszarze.

### Open Source Day 2016
Dziewiąta edycja konferencji Open Source Day miała miejsce 26 kwietnia 2016 roku w Warszawie, w Hotelu Marriott w Warszawie. Patronat nad konferencją objęło Ministerstwo Cyfryzacji. Organizację tej edycji wsparło 15 firm technologicznych (IBM, Red Hat, EnterpriseDB, Suse, Docker, Zabbix, Puppet, Comp, Intalio, Microsoft, Fujitsu, Linux Polska, B2B Sp. z oo, EMCA, Zextras oraz wielu partnerów medialnych. Wystąpiło 22 prelegentów, a wiodącymi tematami konferencji były: Open Source w korporacjach i administracji publicznej, kontenery oraz opensource'owe bazy danych. W konferencji wzięło udział ponad 800 uczestników, a ponad 3000 skorzystało z możliwości oglądania transmisji on-line. Dużą popularnością cieszyły się 4 warsztaty technologiczne poświęcone konteneryzacji, automatyzacji zadań związanych z bezpieczeństwem systemów oraz zarządzaniu systemami linuksowymi w chmurze.

### Open Source Day 2017
Jubileuszowa 10. edycja Open Source Day 2017 miała miejsce 17 maja w hotelu Marriott w Warszawie. Wydarzenie to objęte było patronatem honorowym Ministerstwa Cyfryzacji oraz Narodowego Centrum Badań i Rozwoju. Partnerami 10. edycji były czołowe firmy sektora technologicznego, takie jak Red Hat, Google, Microsoft, SUSE, MySQL, Docker i EnterpriseDB. Wśród patronów medialnych znaleźli się PC Format, Warsaw Business Journal, Linux.pl, OSworld.pl, ITwiz, Mamstartup.pl oraz Magazyn Programista.
Gościem specjalnym 10. edycji był Dariusz Jemielniak, profesor nauk ekonomicznych i ekspert w zakresie otwartej współpracy, który wykładał między innymi na Harvardzie, Uniwersytecie Kalifornijskim oraz Massachusetts Institute of Technology. Podczas konferencji wystąpili także przedstawiciele wiodących globalnych marek technologicznych, opowiadając o kluczowej roli open source w rozwoju nowoczesnego oprogramowania.
Konferencję rozpoczął przemówienie Dariusza Świądra, Prezesa Linux Polska, który wspólnie z Krzysztofem Rockim, Dyrektorem Regionu CEE w Red Hat, podsumował 10 lat organizacji konferencji i jej wpływ na rozwój otwartego oprogramowania w Polsce. Następnie głos zabrał Michael Isnard, Wiceprezes Red Hat EMEA, mówiąc o wspieraniu cyfrowej transformacji przedsiębiorstw i przenoszeniu ich architektury w kierunku technologii open source. Sascha Scholing, Dyrektor Sprzedaży w Docker, opowiadał o zmieniającej się architekturze aplikacji i roli kontenerów Docker we wdrażaniu aplikacji na produkcji. Warto również wspomnieć o wystąpieniu Jamesa Brayshaw, Dyrektora Sprzedaży EMEA w EnterpriseDB, który mówił o przewadze rozwiązań bazodanowych open source i wkładzie społeczności Postgres w rozwijanie rozwiązań holistycznych, gotowych do wdrożenia w dużych przedsiębiorstwach.
Ponadto, w czasie wykładów można było dowiedzieć się, jaka jest rola jednostki i społeczności w tworzeniu otwartych technologii, a także, dlaczego w open source inwestują firmy bazujące do tej pory na rozwiązaniach zamkniętych. Nie zabrakło również tematów poświęconych konkretnym zagadnieniom technologicznym, np. temu, w jaki sposób open source zmienia na lepsze publiczną chmurę, czy jak zarządzać dużą liczbą serwerów w różnych architekturach.
Agendę konferencji dopełniły warsztaty techniczne przygotowane przez ekspertów Linux Polska. W 2017 roku było to aż 7 ścieżek technicznych o różnej tematyce, takiej jak orkiestracja kontenerów z Docker Swarm i Compose, webSSO, automatyzacja kontenerów z Docker i Ansible, orkiestracja kontenerów z OpenShift, orkiestracja kontenerów z Kubernetes, JBoss na platformie OpenShift oraz zbieranie i analiza logów z aplikacji w kontenerach.
Edycja Open Source Day w 2017 roku zgromadziła ponad 800 uczestników oraz około 3000 widzów relacji online. W warsztatach technologicznych prowadzonych przez ekspertów Linux Polska wzięło udział ponad 300 osób.

### Open Source Day 2018
11. edycja Open Source Day odbyła się 23 maja w hotelu Marriott w Warszawie i zgromadziła ponad 800 uczestników. Honorowymi patronami konferencji Open Source Day 2018 były Ministerstwo Inwestycji i Rozwoju, Ministerstwo Przedsiębiorczości i Technologii oraz Narodowe Centrum Badań i Rozwoju. Do grona partnerów 11 edycji wydarzenia dołączyły firmy Red Hat, EnterpriseDB, Oracle, Zabbix, Emca i MySQL.
Z kolei patronat medialny nad wydarzeniem objęły m.in. redakcje TOK FM, Warsaw Business Journal, Magazynu Programista, ITWiZ, IT Resellser, Reseller News, Mamstartup.pl, oraz Dziennika Internautów.
Wydarzenie zainaugurował Prezes Linux Polska – Dariusz Świąder, któremu towarzyszył Krzysztof Rocki Senior Regional Manager CEE w Red Hat. Zaraz potem wystąpienie gościa specjalnego – Krzysztof Dyki – Członek Zarządu ZUS nadzorujący Pion Operacji i Eksploatacji Systemów, opowiadał o potencjale rozwiązań Open Source w sektorze publicznym, wykorzystując przykład reprezentowanej przez siebie instytucji. Kolejnym punktem programu była sesja keynote pod tytułem „Your Future is Built on What You Do Today”. Jej gospodarzem był Werner Knoblich, Senior Vice President and General Manager, Red Hat, EMEA.
Zwieńczeniem głównej części konferencji było wręczenie nagród za innowacyjne wykorzystanie technologii Open Source w sektorze public oraz w sektorze enterprise. Laureatami byli:
- Orange Polska – nagroda za najbardziej innowacyjne wykorzystanie technologii open source w sektorze enterprise w 2017 r. Statuetkę odebrał Tomasz Matuła – Dyrektor Infrastruktury ICT i Cyberbezpieczeństwa Orange Polska[38].
- Agencja Restrukturyzacji i Modernizacji Rolnictwa – nagroda za najbardziej innowacyjne wykorzystanie technologii Open Source i konteneryzacji w sektorze public w 2017 r. Statuetkę odebrał Marek Deutsch – Zastępca Prezesa Agencji Restrukturyzacji i Modernizacji Rolnictwa[38].

To, co wyróżniało Open Source Day w 2018 roku, to szczególny nacisk na dzielenie się wiedzą w formie praktycznych sesji technicznych. Uczestnicy konferencji mogli wybierać spośród 18 sesji technicznych prowadzonych w ramach 7 bloków tematycznych: DevOps and Automation; Security; Application and Development; Data Science, IoT, Machine Learning and Artificial Intelligence; Monitoring, Management, Compliance; Database; Education.
Wśród nich nie zabrakło oczywiście warsztatów prowadzonych przez ekspertów Linux Polska:
- Ansible pod Windows
- Wybrane aspekty procesu ciągłego dostarczania oprogramowania na platformie OpenShift(inne języki)
- Przegląd zagadnień bezpieczeństwa platformy Red Hat OpenShift(inne języki)
- SSO dostępne na platformie Red Hat OpenShift(inne języki)
- Internet wszechrzeczy i analiza wszechdanych
- Uczenie głębokie (deep learning) w analizie obrazu i narzędzia Data Science w kontenerach
- Satellite(inne języki) Server, IPA
- EDB Failover Manager w akcji

### Open Source Day 2019
12. edycja Open Source Day odbyła się 14 maja 2019 roku na stadionie Legii im. Józefa Piłsudskiego. Honorowy patronat nad konferencją objęły Ministerstwo Cyfryzacji, Ministerstwo Inwestycji i Rozwoju, Ministerstwo Przedsiębiorczości i Technologii oraz Narodowe Centrum Badań i Rozwoju. Z kolei wśród patronów medialnych Open Source Day 2019 znalazły się redakcje TOK FM, Warsaw Business Journal, Infor.pl, Egospodarka.pl, PC Format, CD Action, Magazynu Programista, ITWiZ, IT Reseller, Dziennika Internautów, OSworld.pl, Linux.pl oraz Linux Magazine Polska.
W gronie partnerów 12. edycji znalazły się firmy Red Hat, EnterpriseDB, Microsoft, MySQL, Oracle, Sysdig, Zabbix oraz Aplitt.
Konferencję otworzył Dariusz Świąder, Prezes Linux Polska. Wśród keynote speakerów znaleźli się m in, Adam Wojtkowski, Regional General Manager CEE w Red Hat i Jan Karremans, Director Sales Engineering EMEA w EnterpriseDB.
Na uczestników 12. edycji OSD czekało 9 sesji technicznych podzielonych na 3 bloki tematyczne, poświęconych najważniejszym i aktualnym kierunkom rozwoju branży IT. Wśród omawianych wątków znalazły się takie tematy jak: konteneryzacja, automatyzacja, wirtualizacja, cloud computing, bezpieczeństwo i monitoring infrastruktury IT, czy rozwój oprogramowania Open Source.
Tradycyjnie w programie konferencji znalazły się również warsztaty techniczne prowadzone przez najlepszych ekspertów z branży. Organizatorzy spotkania, czyli przedstawiciele Linux Polska, keynote speakerzy i zaproszeni goście byli zgodni co do jednej kwestii – technologia Open Source jest motorem rozwoju światowej gospodarki, ale otwarte rozwiązania są coraz częściej niezbędnym elementem w rozwoju polskich przedsiębiorstw.